# Президент Суринама
Президент Республики Суринам (нидерл. President van de Republiek Suriname) — глава государства, глава правительства и главнокомандующий вооруженными силами Суринама.

## История
Должность президента была создана после обретения независимости от Нидерландов в 1975 году. До 1987 года эта роль была церемониальной. Первым президентом был Йохан Ферье, школьный учитель и ветеран политики, который служил генерал-губернатором с 1968 года. Он ушёл в отставку с поста президента в августе 1980 года, через несколько месяцев после государственного переворота. С тех пор до 1988 года президенты были по существу марионетками подполковника Баутерсе, который фактически правил страной как диктатор. Демократия была восстановлена в 1988 году, через год после принятия новой Конституции страны.

## Выборы
Президент и вице-президент избираются Национальной Ассамблеей на пятилетний срок и подотчётны Ассамблее. За время своего пребывания на посту президент не должен занимать никаких других постов и должностей в политике или бизнесе.

## Требования
Кандидатом в президенты может быть гражданин Суринама, проживающий в стране не менее шести лет в возрасте не менее 30 лет. Кандидат должен набрать не менее двух третей голосов в ассамблее, которая будет избрана. Если после трёх туров ни один из кандидатов не наберёт двух третей голосов, то голоса будут отданы Объединённому народному Конгрессу, состоящему из представителей Ассамблеи и местных органов власти. В этом случае требуется простое большинство голосов.

## Полномочия
Президент Суринама:
- Является главой государства и правительства;
- Назначает и увольняет министров;
- Подписывает законопроекты;
- Назначает и увольняет дипломатический персонал;
- Объявляет войну и чрезвычайное положение с согласия Национального Собрания;
- Заключает иностранные договора и соглашения с согласия ассамблеи;
- Проводит награждение особо отличившихся;
- Принимает иностранных дипломатов;
- Осуществляет помилование;
- Является Верховным главнокомандующим Вооружёнными силами.

## Список президентовСуринама(с 1975 года по настоящее время)
Беспартийные
 Национальная республиканская партия Суринама
 Прогрессивная реформистская партия
 Национальная демократическая партия Суринама
 Национальная партия Суринама
| №                                                              | Имя(годы жизни)                                              | Портрет | Начало правления      | Конец правления       | Партия                                       |
| -------------------------------------------------------------- | ------------------------------------------------------------ | ------- | --------------------- | --------------------- | -------------------------------------------- |
| Президенты Суринама (с 25 ноября 1975 года по настоящее время) |                                                              |         |                       |                       |                                              |
| 1                                                              | Йохан Феррир Johan Ferrier (1910—2010)                       |         | 25 ноября 1975 года   | 13 августа 1980 года  | Беспартийный                                 |
| 2                                                              | Хендрик Рудольф Чан А Сен Henk Chin A Sen (1934—1999)        |         | 15 августа 1980 года  | 4 февраля 1982 года   | Национальная республиканская партия Суринама |
| 3                                                              | Фредерик Рамдат Мисир Fred Ramdat Misier (1926—2004)         |         | 8 февраля 1982 года   | 25 января 1988 года   | Беспартийный                                 |
| 4                                                              | Рамсевак Шанкар Ramsewak Shankar (1937—)                     |         | 25 января 1988 года   | 29 декабря 1990 года  | Прогрессивная реформистская партия           |
| 5                                                              | Йоханнес Крааг Johan Kraag (1913—1996)                       |         | 29 сентября 1990 года | 16 сентября 1991 года | Национальная партия Суринама                 |
| 6                                                              | Рональд Венетиан Ronald Venetiaan (1936—)                    |         | 16 сентября 1991 года | 15 сентября 1996 года | Национальная партия Суринама                 |
| 7                                                              | Жюль Вейденбос Jules Wijdenbosch (1941—2025)                 |         | 15 сентября 1996 года | 12 августа 2000 года  | Национальная демократическая партия Суринама |
| 8                                                              | Рональд Венетиан Ronald Venetiaan (1936—)                    |         | 12 августа 2000 года  | 12 августа 2010 года  | Национальная партия Суринама                 |
| 9                                                              | Дезире Баутерсе Desi Bouterse (1945—2024)                    |         | 12 августа 2010 года  | 16 июля 2020 года     | Национальная демократическая партия Суринама |
| 10                                                             | Чан Сантохи Chan Santokhi (1959—)                            |         | 16 июля 2020 года     | 16 июля 2025 года     | Прогрессивная реформистская партия           |
| 11                                                             | Дженнифер Гирлингс-Саймонс Jennifer Geerlings-Simons (1953—) |         | 16 июля 2025 года     | настоящее время       | Национальная демократическая партия Суринама |

### Сноски
1. ↑  Официальным языком Суринама является нидерландский. Приведено написание имён на этом языке.